# Ijiraq (Mond)
Ijiraq (auch Saturn XXII) ist einer der kleineren äußeren Monde des Planeten Saturn.

## Entdeckung
Die Entdeckung von Ijiraq durch ein Team bestehend aus Brett Gladman, John J. Kavelaars, Jean-Marc Petit, Hans Scholl, Matthew J. Holman, Brian G. Marsden, Philip D. Nicholson und Joseph A. Burns auf Aufnahmen vom 23. September bis zum 4. November 2000 wurde am 18. November 2000 bekannt gegeben. Ijiraq erhielt zunächst die vorläufige Bezeichnung S/2000 S 6.
Benannt wurde der Mond nach Ijiraq, einem Riesen aus der Mythologie der Inuit.

## Bahndaten
Ijiraq umkreist Saturn auf einer exzentrischen Bahn in einem mittleren Abstand 11.367.000 km in rund 451 Tagen. Die Bahnexzentrizität beträgt 0,316, wobei die Bahn mit 49,1° gegen die Ekliptik geneigt ist, die in dieser Entfernung vom Saturn die Laplace-Ebene darstellt.
Ijiraq gehört zur Inuit-Gruppe der Saturnmonde.

## Aufbau und physikalische Daten
Ijiraq besitzt einen Durchmesser von 10 km. Seine Dichte wird mit 2,3 g/m3 abgeschätzt. Er ist vermutlich aus Wassereis mit einem hohen Anteil an silikatischem Gestein zusammengesetzt. Er besitzt wohl eine sehr dunkle Oberfläche mit einer geschätzten Albedo von 0,06, d. h., nur 6 % des eingestrahlten Sonnenlichts werden reflektiert. Mit einer scheinbaren Helligkeit von 22,6m handelt es sich um ein äußerst lichtschwaches Objekt.